# Palazzo Gambacorta
Palazzo Gambacorta è un edificio storico di Pisa, situato in corso Italia.

## Storia
Il palazzo risale al XIII-XIV secolo e appartenne ai conti di Donoratico, che nel 1312 vi ospitarono l'imperatore Enrico VII. Intorno al 1350 divenne proprietà della facoltosa famiglia dei Gambacorta (o Gambacorti). Pochi anni dopo, nel 1355, ospitò un altro imperatore, Carlo IV.
Alla fine della seconda guerra mondiale il palazzo fu occupato dai militari statunitensi, per poi divenire nel 1945 la sede della Democrazia Cristiana di Pisa, la cui insegna è ancora presente sulla facciata.

## Descrizione
L'aspetto della facciata, con ricco paramento in cotto, è dovuto a un restauro del 1913, che ne ha tentato di recuperare lo stile trecentesco: due file di polifore sorrette da esili colonne di marmo bianco sotto un grande cornicione ligneo.